# Dürrenäsch
Dürrenäsch (schweizertyska: Äsch) är en ort och kommun i distriktet Kulm i kantonen Aargau, Schweiz. Kommunen har 1 373 invånare (2023).